# Cúp quốc gia Scotland 1880–81
 Cúp quốc gia Scotland 1880-81 là mùa giải thứ 8 của giải đấu bóng đá loại trực tiếp uy tín nhất Scotland. Queen's Park đánh bại Dumbarton trong trận Chung kết. Mặc dù trận đầu tiên Queen's Park 2-1, Dumbarton phản đối kết quả. Trận đấu lại phần thắng vẫn thuộc về Queen's Park với tỉ số 3-1. Cả hai trận đều diễn ra trên sân Kinning Park.

## Đội vô địch
| Cúp quốc gia Scotland 1880–81                   |
| Scotland                                        |
| ----------------------------------------------- |
| Queen's Park F.C. Đội vô địch (Danh hiệu thứ 5) |